# The Usurper (film 1919 Young)
The Usurper è un film muto del 1919 diretto da James Young. La sceneggiatura di Catherine Carr si basa sull'omonimo lavoro teatrale di I. N. Morris, andato in scena a New York il 28 novembre 1924.

## Trama

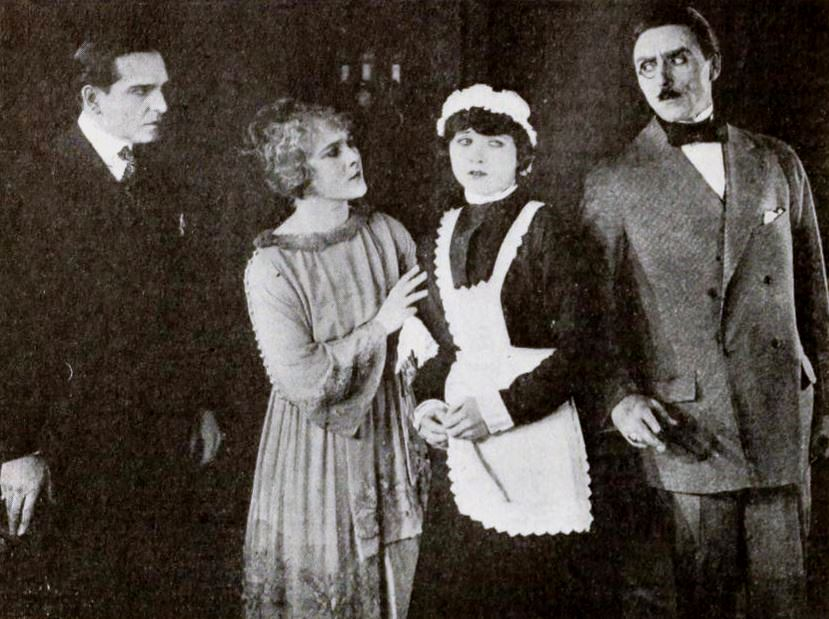
Earle Williams, Louise Lovely, Bessie Eyton, Frank Leigh

Beatrice Clive, una ragazza inglese in vacanza con suo padre, Lord Dulverton, viene salvata da John Maddox che si trova nel West per impiantarvi un ranch. L'uomo, benché piuttosto misogino, si sente attratto da Beatrice. Sei anni dopo, venendo a sapere che Dulverton ha messo in vendita le sue proprietà, coglie l'occasione per rivedere la ragazza di cui non si è mai dimenticato. Sapendo che Dulverton si trova in ristrettezze finanziarie, non vuole umiliarlo con le ricchezze che ha accumulato in quei sei anni di duro lavoro nel West. Così, diventato padrone del maniero di Dulverton, lascia che i suoi ex proprietari vi restino mentre lui e sua sorella vengono trattati come ospiti della casa. Dopo essere venuto a sapere che Beatrice, per salvare suo padre, ha acconsentito a sposare Lord Trenery, scopre che quest'ultimo ha violentato Margaret, la cameriera di Beatrice. Cerca allora di convincere la ragazza ad avvertire la sua padrona di quanto le è successo, ma, minacciata da Trenery, la giovane cameriera sceglie di non parlare. Beatrice, inorridita dalle accuse di John, vorrebbe scappare via ma viene persuasa dal padre di Margaret, che la convince a non credere a Trenery. Beatrice, allora, accetta di sposare John, con il quale riparte per il West.

## Produzione
Il film fu prodotto dalla Vitagraph Company of America.

## Distribuzione
Il copyright del film, richiesto dalla Vitagraph Co. of America, fu registrato il 5 aprile 1919 con il numero LP13576. Distribuito dalla Vitagraph Company of America, il film uscì nelle sale cinematografiche statunitensi il 28 aprile 1919. Nel Regno Unito, prese il titolo Her Buckskin Knight.
Non si conoscono copie ancora esistenti della pellicola che viene considerata presumibilmente perduta.